# Hexatoma gibbosa
Hexatoma gibbosa là một loài ruồi trong họ Limoniidae. Chúng phân bố ở miền Tân bắc.